# 聖哲略天主教中學
聖哲略天主教中學（英語：St. Gerard Catholic High School）是美國德薩斯州聖安東尼奧的一所私立天主教中學，屬於天主教聖安東尼奧總教區。該校設於1927年，於2022年關閉。

## 外部連結
- School Website （页面存档备份，存于）